# 麻丘実希
麻丘 実希（あさおか みき、1972年7月21日 - ）は日本の女優、ヌードモデル。本名は上白土奈緒子（かみしらと なおこ）。東京都出身だが、過去のプロフィールには宮城県出身ともある。

## 来歴
中学時代からミス・コンテストに多く出場し、看護専門学校卒業までに、1991年度ミスハイスクールユニフォーム、1992年度ミス公園通りなど、30以上のミス・コンテストのタイトルを受賞。
1993年、女子医大病院勤務の看護師になってから『とんねるずの生でダラダラいかせて!!』「第1回 セクシーナースゴングショー」に上白土を含め4人出場しているが優勝は逃した。
1994年度ミス日本受賞をきっかけに、「上白土なおこ」の芸名で芸能界に入った。バラエティー番組『殿様のフェロモン』（フジテレビ）にフェロモンズの一員として参加したほか、多くのCM、テレビドラマに出演。1996年にはReyesという6人組インターネット・アイドルグループを、貴村真夕子らと結成し活動した。1998年に写真集『La Montee』でヌードを披露。以後もテレビドラマ、DVDシネマ、舞台などで活躍。
身長164cm、B83cm、W56cm、H83cm。改名を何度もしており、1998年に「上白土なお子」、1999年に「夏川聖」、「夏川ひじり」、2001年から「麻丘実希」に改名。俳優養成塾スタジオ191塾生。

## 主な出演作品

### テレビドラマ
- 僕らに愛を!（1995年4月-6月、フジテレビ）- 上白土なおこ名義
- ガールズplus1（1996年4月-9月、フジテレビ）- 第15、21話 - 上白土なおこ名義
- タブロイド（1998年10月-12月、フジテレビ）- 第2話、上白土なお子名義
- アナザヘヴン〜eclipse〜（2000年4月-6月、テレビ朝日）- 第1話、夏川ひじり名義
- 億万長者と結婚する方法（2000年7月、日本テレビ）
- 特命係長 只野仁（2003年7月-9月、テレビ朝日）- この作品以下、麻丘実希名義
- 帰ってきたロッカーのハナコさん（2003年10月-11月、NHK）
- 嬢王（2005年10月-12月、テレビ東京）

### CM
- セガ「セガサターン・湾岸デッドヒート」（1995年）
- メルシャン「カクテルストリート」（1995年）
- マツモトキヨシ（1996年）- 馬場裕朗と共演
- カルビー「冬のポテトチップス」（1996年）
- UDG「I・W・ハーパー」（1997-98年）

### 映画
- 野望の軍団3（1999年、石原興監督）- 夏川聖名義
- 野望の軍団4（1999年、岩清水昌弘監督）- 夏川聖名義
- 発狂する唇（1999年、佐々木浩久監督）- 夏川ひじり名義

### オリジナルビデオ・DVD
- 女彫師アザミ（1998年）- 主演、上白土なお子名義
- 愛人霊（1999年）- 主演、夏川ひじり名義
- 続・愛人霊（1999年）- 主演、夏川ひじり名義
- M：M-7 ミッション・ミス・セブン（2002年）- この作品以下、麻丘実希名義
- 激ウマ!! チャンピオン とんかつ・フードバトル篇（2003年）- 主演
- 人妻薫る肌　官能の果てに… （2003年8月・久保寺和人監督、レジェンド・ピクチャーズ）- 主演
- 真夜中の診察室 Vol.1 誘惑のナースコール（2003年12月・片岡修二監督、レジェンド・ピクチャーズ）
- 真夜中の診察室 Vol.2 誘惑のレースクイーン（2003年12月・片岡修二監督、レジェンド・ピクチャーズ）
- 真夜中の診察室 Vol.3 誘惑のフェティシズム（2003年12月・片岡修二監督、レジェンド・ピクチャーズ）
- エッチの料理ショー（2004年）- 主演
- 女の体温　私を忘れないでいて（2004年7月・斎藤幸一監督、レジェンド・ピクチャーズ）- 主演・・・ソフト未発売
- 高級夫人みち子の誘惑　昼下がりの人妻（2004年4月・久保寺和人監督、レジェンド・ピクチャーズ）- 主演
- 真夜中の診察室 Vol.4 熱くだいて、だいて（2004年7月・片岡修二監督、レジェンド・ピクチャーズ）
- 真夜中の診察室 Vol.5 ナースを狙え！（2004年9月・片岡修二監督、レジェンド・ピクチャーズ）
- 真夜中の診察室 Vol.6 優しくささやいて（2004年11月・片岡修二監督、レジェンド・ピクチャーズ）
- 牝牌　欲望の犠牲者（2004年12月・片岡修二監督、レジェンド・ピクチャーズ）

### 舞台
- 非倫な関係（2000年、新宿シアターサンモール）- 主演
- 愛欲・LOVERS（2001年、天王洲アイルスフィアメックス）- 主演
- 女が女を誘う瞬間（2001年、中野ウエストエンドスタジオ）- 主演
- 青春の賦・乱れて熱き吾身には（2002年、東京芸術劇場中ホールほか）

## 書籍・映像作品

### 写真集
上白土なお子 名義
- La Mont´ee（1998年1月、ぶんか社、撮影：沢渡朔）ISBN 4821121840
- Tu Ne Sais Pas Aimer（1998年12月、ぶんか社、撮影：沢渡朔）ISBN 4821122553

麻丘実希 名義
- BODY message（2003年9月26日、LEVEL4.Inc、撮影：重田仲太郎）

### デジタル写真集
- 乱れ宿（インターフレンド）
- ASIENNE-アジエンヌ-（インターフレンド）

### DVD
- GORGEOUS（イーネットフロンティア）
- ミス日本・エクスタシー（キングダム）
- 限界（アタッカーズ）